# Shibecha
Shibecha (japanska: 標茶町?, Shibecha-chō) är en landskommun (köping) i Hokkaido prefektur i Japan. 